# Chiscas, Boyacá
Chiscas là một thị xã và đô thị ở Departamento của Colombia Boyacá, thuộc phân vùng Gutiérrez.